# Palau de la Diputació Foral de Biscaia
El Palau de la Diputació Foral de Biscaia, és un edifici exempt de planta rectangular, d'aspecte sòlid i majestuós, situat al núm 25 del carrer Gran Vía de Don Diego López de Haro de Bilbao
Es tracta d'un edifici projectat a finals del segle xix en el gust eclèctic, que es fa patent per la utilització d'elements de diversos estils històrics i en el qual hi sobresurt, a més, una gran preocupació per la composició de les façanes així com per l'aspecte ornamental. Consta de soterrani, entreplanta, dues altures, àtic i sobreàtic.

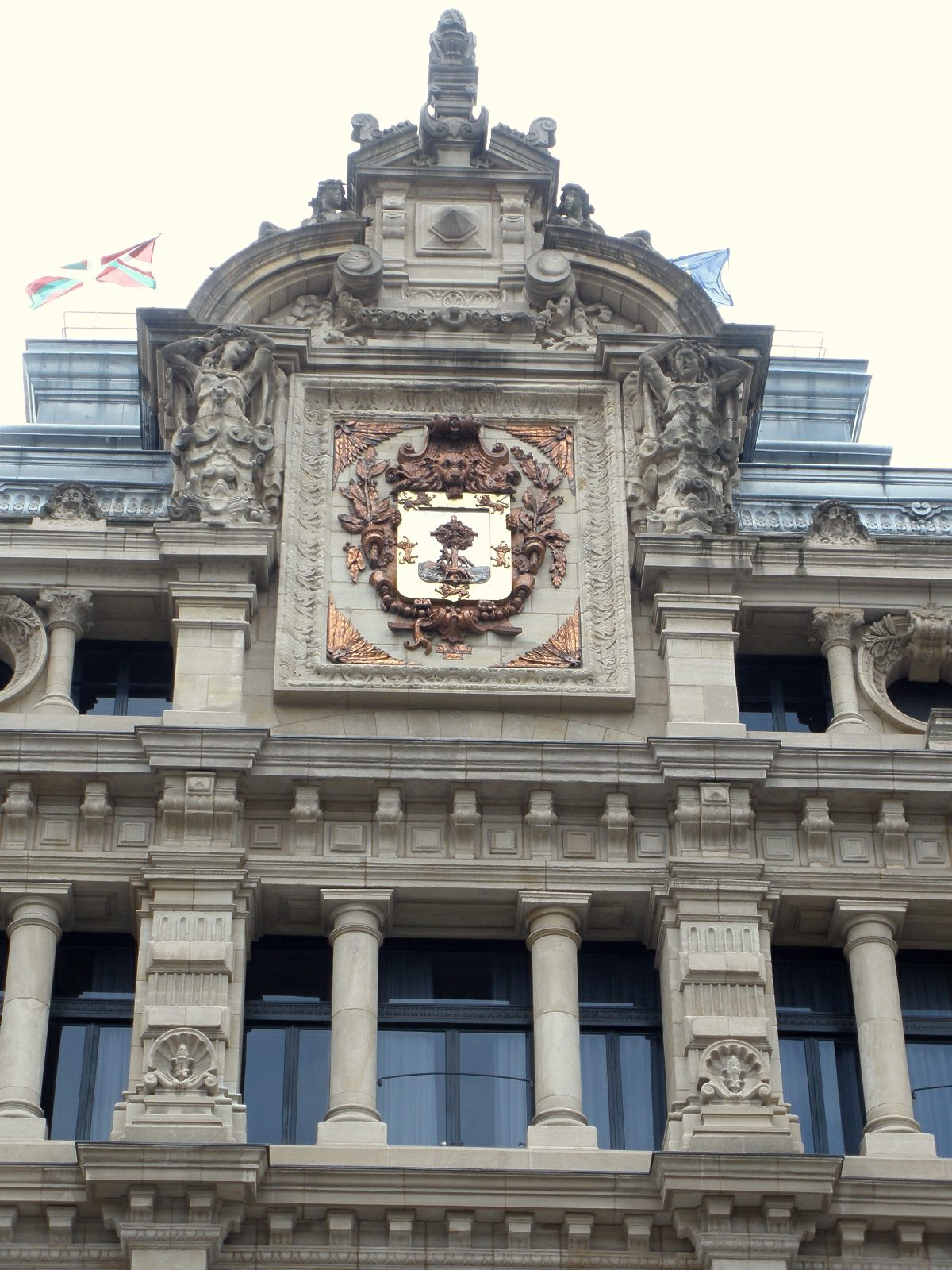
Escut a la façana principal.

Destaca la façana principal, al carrer Gran Via, en la qual s'observa un cos avançat respecte a la línia de façana, que inclou un porxo d'entrada sobre el qual es disposa balconada rematada amb escut. A l'interior, l'escala principal distribueix i organitza les diferents dependències.
La riquesa ornamental s'aprecia tant a l'exterior (carreuat treballat en punta de diamant) com a l'interior, on es guarden nombroses obres d'art envoltades d'exuberant mobiliari i ornamentacions pictòriques en murs i sostres.
Mereix especial menció l'anomenat Saló del Tron, amb dues pintures murals de José Echenagusia Errazquin (1844-1912), pintor nascut a Hondarribia que va aconseguir èxit internacional. Aquests murals, "Jurament dels Furs" i "Pacificació d'onyacins i gamboins", es reprodueixen amb freqüència en llibres de text i històrics al·lusius al País Basc.
Al palau s'hi conserven diverses pintures, així com una parella de gerros regalada per Eugenia de Montijo, dona de Napoleó III de França.